# Lina Kromer

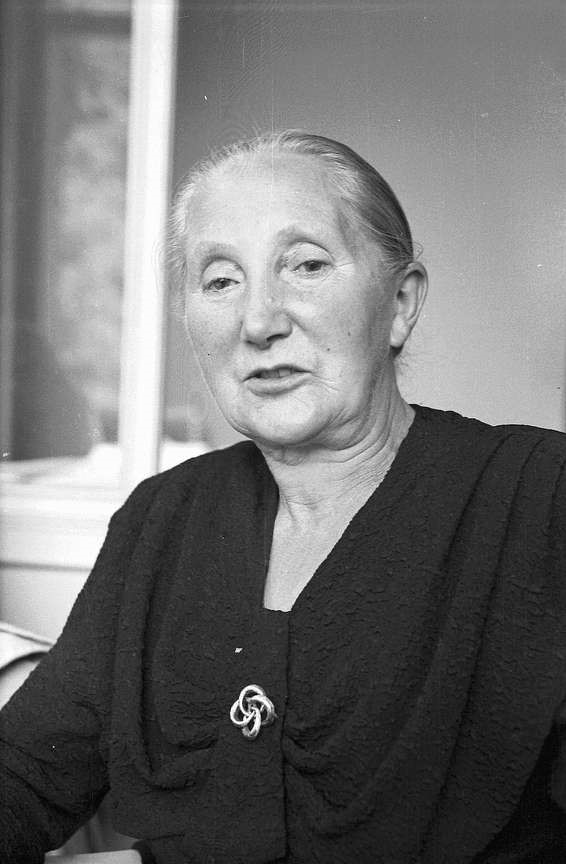
Lina Kromer beim Internationalen Dichtertreffen in Badenweiler 1954

Lina Kromer (* 3. September 1889 in Obereggenen, heute zu Schliengen im Markgräflerland, Baden-Württemberg; † 1. September 1977) war eine deutsche Dichterin, die vor allem Gedichte in alemannischer Mundart schrieb. 1956 gewann sie als erste Frau den Johann-Peter-Hebel-Preis, einen der wichtigsten Literaturpreise des Landes Baden-Württemberg.

## Leben und Werk
Lina Kromer wurde 1889 als Tochter von Gottlieb Kromer, einem Bauern und Waldhüter, geboren. Ihre Kindheit in der Natur beeinflusste später ihre überwiegend naturbezogenen Gedichtmotive.
Im Dezember 1933 erschien Kromers erste Gedichtsammlung Im Blaue zue. In den darauf folgenden Jahren erschienen die Gedichtsammlungen Im Ring des Jahres,  Gesicht am Strom und Im Rauschen der Wälder, wobei letztes eine Sammlung hochdeutscher Gedichte ist. Eine ihrer letzten Herausgaben ist die Sammlung alter und neuer Gedichte An Bruder Namenlos.

## Ehrungen
- 1956: Johann-Peter-Hebel-Preis
- An ihrem 65. Geburtstag wurde sie von ihrer Heimatgemeinde zur Ehrenbürgerin ernannt.
- In Schliengen und in Müllheim (Baden) gibt es nach ihr benannte Straßen.

## Werke (Auswahl)
- Im Blaue zue. Alemannische Gedichte. Markgräfler Druckerei und Verlagsgesellschaft, Müllheim 1933, 2. vermehrte Auflage: Hünenburg, Straßburg 1941.
- Im Rauschen der Wälder. [Hochdeutsche] Gedichte. Hünenburg, Straßburg 1942.
- Gesicht am Strom. Alemannische Gedichte. Krohn, Badenweiler 1949.
- An Bruder Namenlos. Alemannische Gedichte. Rombach, Freiburg i. Br. 1958.
- Ein Mensch und nur ein Mensch zu sein. Gedichte. Rombach, Freiburg i. Br. 1960.
- Ein Mensch zu sein. Ausgewählte Gedichte. Hrsg. von Elisabeth Etzel. Rombach, Freiburg i. Br. 1979.
- D‘ Linde ufem Lueginsland (Gedicht). In: Das Markgräflerland, Heft 1/1961, S. 273–274 (Digitalisat der UB Freiburg).